# Embranchement Picotin
Embranchement Picotin är ett vattendrag i Kanada.   Det ligger i provinsen Québec, i den sydöstra delen av landet, 250 km öster om huvudstaden Ottawa.
Omgivningarna runt Embranchement Picotin är en mosaik av jordbruksmark och naturlig växtlighet. Runt Embranchement Picotin är det ganska tätbefolkat, med 222 invånare per kvadratkilometer.